# Lech Makowiecki
Lech Makowiecki (ur. 1954) – bard, poeta, autor tekstów, kompozytor, muzyk, scenarzysta, felietonista, redaktor radiowy. Lider zespołu „Zayazd”, admirator Mickiewicza i polskiej historii. Sformatowany na popularyzację polskiej tradycji, kultury oraz edukację historyczną młodego pokolenia przez wykorzystywanie szlachetnie pojmowanej rozrywki.

## Życiorys
Z wykształcenia inżynier, absolwent studiów magisterskich Instytutu Okrętowego Politechniki Gdańskiej. Karierę muzyczną zaczynał w 1976 r. na studenckim festiwalu „Bazuna”, gdzie wylansował popularne do dziś wśród absolwentów i harcerzy przeboje piosenki turystycznej: Hej, przyjaciele i Góralską Opowieść (Kiedy Góral umiera). Po krótkiej współpracy z Rudim Schuberthem („Grupa Retro 3 x Tak”) Lech Makowiecki dołączył do Zbigniewa Hofmana i Ryszarda Wolbacha – studentów gdańskiej AWF – i został wokalistą, gitarzystą i managerem zespołu „Babsztyl”. Pod jego kierownictwem „Babsztyl” ewoluował od krainy łagodności w kierunku muzyki country rock, stając się gwiazdą mrągowskich Pikników Country. Tercet „Babsztyl” urósł do 8–9 osób i zaistniał na Festiwalu Piosenki Polskiej Opole‘81, śpiewając W siną dal (debiuty), Piosenkę starego górnika i W smutnym kraju (premiery).
Pierwsza country-rockowa, analogowa płyta „Babsztyla” pt. Szykuj się bracie! (wydana w 1982 r. przez Polskie Nagrania Muza SX2111) rozeszła się w nakładzie 230 tys. egzemplarzy. Po dwóch dekadach album ten wznowiony został na CD (Babsztyl – 20 lat później, Polskie Nagrania 816).
W 1985 r., na Festiwalu Piosenki Żołnierskiej w Kołobrzegu utworem pt. Bo na ciebie czeka wojsko (sł. J. Szczepkowski, muz. K. Gaertner) zespół „Babsztyl” zdobył nagrodę główną – „Złoty Pierścień”. Gdy wyszło na jaw, że Lech Makowiecki samowolnie zmienił tekst utworu i przerobił sztampowy, kołobrzeski marsz na parodię piosenki wojskowej (co bardzo spodobało się widzom, ale niekoniecznie ludowej władzy) – „Babsztyl” dostał zakaz wykonywania koncertów. Rozwiązanie zespołu (1985) dało początek nowym formacjom muzycznym: grupie blues-rockowej „Harlem” (Ryszard Wolbach, Krzysztof „Dżawor” Jaworski) i country-folkowemu, familijnemu „Zayazdowi” (Bożena Makowiecka – voc., instr. perkusyjne, Lech Makowiecki – voc., gitary, harmonijka ustna, Leszek Bolibok – skrzypce, altówka).
Wszedł w skład komitetu wspierającego kandydaturę Karola Nawrockiego na prezydenta RP w wyborach w 2025.

## Nagrania płytowe
Jako lider i twórca piosenek Lech Makowiecki nagrał z „Zayazdem” kilka kaset i płyt w stylu country-folk:
- „Wypij do dna!” (Polskie Nagrania PNCD 168) – utrzymana w klimacie polskiego country-folku.
- „Zayazd – Kolędy” (Polskie Nagrania PNCD 179; CK 1234) – tradycyjne, polskie piosenki bożonarodzeniowe nagrane w stylu country.
- „Mój dom, mój świat” (Futurex, FCD 01208) – ballady familijne.
- „Biesiada z Wieszczem”' (MTJ CDMTJ 10088, CK 00133) – i jej rozszerzenie – „Zayazd u mistrza Adama” (Zayazd, ZCD4/2012) – najpiękniejsze wiersze Adama Mickiewicza nagrane we wszystkich stylach muzycznych – od ballady, przez folk, reggae, country, biesiadę, bluesa po rockowe klimaty.
- „Ja jestem twój dom” (Zayazd ZCD7/2015) – podsumowanie trzydziestoletniej działalności gdyńskiego zespołu. Retrospektywna płyta, gromadząca piosenki o miłości i rodzinie, pisane przez Lecha dla żony Bożeny przez cały czas trwania ich zayazdowego małżeństwa.

Równolegle do swych folkowych zainteresowań Lech Makowiecki budował swój wizerunek barda – piewcy polskiej historii i tradycji, sukcesywnie wydając kolejne płyty z gromadzonymi przez lata autorskimi balladami tożsamościowymi:
- „Katyń 1940″ – (Zayazd, ZCD2/2010) – premierowe ballady wojenne.
- „Patriotyzm” – (Zayazd, ZCD3/2011) – ballady o Wolności i Prawdzie.
- „Obudź się, Polsko” – (Zayazd, ZCD5/2012) kontynuacja obu ww.
- „Niepodległa” – ballady Lecha Makowieckiego (Zayazd, ZCD 8/2018) – najlepsze piosenki patriotyczno-historyczne wydane na jubileusz odzyskania przez Polskę niepodległości.

## Koncerty, programy
„Zayazd” stał się gwiazdą Pikników Country w Mragowie (w amfitearze ma swą tablicę pamiątkową), a utwór Lecha Makowieckiego Easy Rider – Siwy Wilk uplasował się w Złotej Dziesiątce największych przebojów tego festiwalu.
Zespół „Zayazd” koncertuje w Polsce i poza granicami. Bożena Makowiecka, Lech Makowiecki i Leszek Bolibok – jako oficerowie rozrywkowi na transatlantyku „Stefan Batory” – zwiedzili Skandynawię, Karaiby i Afrykę (Senegal, Maroko). Zespół wielokrotnie występował dla środowisk polonijnych w Kanadzie, USA i UE. W swych wędrówkach dotarł nawet na australijskie antypody (Sydney, Melbourne, Adelaide, Perth). Grupa zarejestrowała liczne programy, recitale i teledyski dla TVP i telewizji regionalnych (m.in. w Katowicach, Gdańsku). Na zaproszenie Katarzyny Gaertner „Zayazd” brał udział w wystawieniu śpiewogry Śpiewnik Kaszubski (1996, Gdańsk, Hel).
Lech Makowiecki tak mówi o swej misji:

„...Uważam, że młodemu pokoleniu trzeba przypominać wydarzenia z przeszłości. Należy je zainteresować ubiegłymi epokami, pokazać, że to może być ciekawe. W liceum miałem cudownego historyka; kiedy opowiadał nam o przeszłości Polski miałem wrażenie, że przed mymi oczyma rozgrywa się film kostiumowy...”
„...Młodzież sama w sobie nie jest zła... Trzeba jej tylko dać godne wzorce do naśladowania. I ja im tych bohaterów (Czarnieckich, Pileckich, „Rojów”, „Inki i in.) podaję w swych balladach „na tacy”...
„Edukacja nie może być nudna... Nawet nie powinna...”

## Scenariusze, filmy
W filmie dokumentalnym Anny Pietraszek pt. „Zawód Prymas Polski” (o inwigilacji Stefana Wyszyńskiego przez aparat PRL-owskich służb bezpieczeństwa) wykorzystano balladę Szachy Lecha Makowieckiego i w jego wykonaniu.
W 2008 Lech Makowiecki wygrał konkurs na scenariusz filmu fabularnego (i siedem odcinków serialu) o wysiedleniach Polaków przez Niemców w czasie II wojny światowej. Film pod tytułem Ojczyzna wam będzie matką zrealizować miała Agencja Filmowa TVP w kooperacji ze stroną niemiecką (wytwórnia „Beta Film” – laureat Oskara za Życie na podsłuchu). Jest to prawdziwa historia wysiedlenia ojca Lecha Makowieckiego – Stanisława – i jego rodziny (1941 r. wieś Linne, pow. Rypin) w wyniku niemieckiej akcji rugującej Polaków z Ziemi Dobrzyńskiej. Po zapoznaniu się z fabułą Niemcy wycofali się ze współpracy, a gotowe scenariusze trafiły do archiwum Agencji Filmowej TVP.
Lech Makowiecki jest twórcą muzyki do musicalu „Mickiewicz”, wystawionego w Gliwickim Teatrze Muzycznym (2002) oraz scenariuszy kilku odcinków edukacyjno-rozrywkowego programu telewizyjnego „Ostatni Zayazd” (słowno-muzyczne biografie Adama Mickiewicza, Aleksandra Fredry i Henryka Sienkiewicza).
Z okazji obchodów jubileuszu 600-lecia bitwy pod Grunwaldem (2010) powstał musical „Grunwald” wg Lecha Makowieckiego (scenariusz, ballady, współudział), fragmenty którego zaprezentowano w filharmonii warmińsko-mazurskiej w Olsztynie z udziałem orkiestry, chóru, solistów, zespołu tańca dawnego i bractwa rycerskiego z Gniewu.
Lech Makowiecki jest też autorem (scenariusz, ballady, współudział) kilku znaczących widowisk muzycznych: Zakochany Mickiewicz, Dekalog AD 2021, Nasza Golgota, Zaduszki Polskie, Kopernik zrealizowanych przez TVP z udziałem gwiazd polskiej estrady, orkiestry „Kukla Band”, chóru i zespołu „Art Color Ballet”.
Na jubileusz czterdziestolecia strajku uczniów ZSR Miętne (1984) w obronie usuniętych przez dyrekcję szkoły krzyży Lech Makowiecki napisał (scenariusz, teksty ballad) oratorium, wystawione 7 czerwca 2024 Nauka o miłości, odwadze i krzyżu.

## Wiersze
Lech Makowiecki wydał trzy tomiki wierszy (wydawnictwo ZYSK sp. z o.o.):
- „Pro publico bono” (2012)
- „Ja tu zostaję” (2015)
- „Niepodległa” (2018)

## Fundacja
Fundacja Muzyczna Makowieckich realizuje projekty tożsamościowe, m.in. koncert radiowy pt. „Polska” – z udziałem zaproszonych gości, wg scenariusza Lecha Makowieckiego.

## Polskie Radio
W latach 2017–2024 Lech Makowiecki prowadził w programie pierwszym Polskiego Radia autorską audycję słowno-muzyczną pt. „Wieczór z historią”.

## Życie prywatne
Lech Makowiecki jest mężem solistki zespołu Zayazd – Bożeny Makowieckiej. Mają dwoje dzieci: Tomasza (wokalista, muzyk, kompozytor) i Katarzynę (wokalistka tworząca pod pseudonimem „Seeme”.

## Nagrody i Odznaczenia
- First Prize „Pulsu Polonii” (2008) za pieśń o Tadeuszu Kościuszce „Bo my z Ciebie, Naczelniku”
- nagroda Fundacji Patriotycznej Jana Pietrzaka „Żeby Polska była Polską” (2012) za konsekwentne przypominanie w swych utworach i projektach artystycznych bohaterstwa polskich żołnierzy w czasie II wojny światowej
- Główna nagroda (szabla hetmana Czarnieckiego) za balladę „Stefan Czarniecki – napis nagrobny” (Tykocin, 2015)
- Srebrny Medal „Zasłużony Kulturze Gloria Artis”[12]
- Odznaka Honorowa Kustosza Tradycji, Chwały i Sławy Oręża Polskiego MON (2018)[13]
- nagroda im. sierż. Józefa Franczaka „Lalusia” oraz im. Michała Krupy „Wierzby” od kwartalnika „Wyklęci” dla Lecha Makowieckiego za wybitne zasługi na rzecz popularyzacji historii powojennego podziemia niepodległościowego (2020)
- I nagroda – „Złoty Ryngraf” – na II Festiwalu Kultury Narodowej Pamięć i Tożsamość (2022) za najlepsze telewizyjne widowisko muzyczne – „Dekalog AD 2021”
- Grand Prix – Pierwsza Nagroda Międzynarodowego Konkursu „In the Spirit of Strzelecki” (2023), ogłoszonego przez Kościuszko Heritage Inc. (Australia) za piosenkę „Bądźmy wszyscy jak Strzelecki”
- I nagroda – konkurs ogłoszony przez Polonię Australii na piosenkę o Edmundzie Strzeleckim, podróżniku (2023)[14].